# Egy új kezdet
Az Egy új kezdet (eredeti cím: मेहंदी है रचने वाली, magyaros átírással: Mehandi Hai Racsane Váli) egy 2021-ben bemutatott indiai televíziós sorozat, melynek főszereplői Sivángi Khedakar és Szái Ketan Ráv.
Indiában 2021. február 15-től november 27-ig sugározta a Star Plus, Magyarországon 2025. január 6-tól sugározza az Izaura TV, minden hétköznap dupla epizódokkal.

## Szereplők

### Főszereplők
| Szereplő           | Színész          | Magyar hang     |
| ------------------ | ---------------- | --------------- |
| Pallavi Desmukh    | Sivángi Khedakar | Laudon Andrea   |
| Raghav Rao         | Szai Ketan Rao   | Gacsal Ádám     |
| Vidzsaj Desmukh    |                  | Szokol Péter    |
| Sárda Desmukh      |                  | Varga Gabriella |
| Nikhil Desmukh     | Karan Manocsa    | Kossuth Gábor   |
| Milind Desmukh     | Adzsinkja Dzsosi | Gyurin Zsolt    |
| Szulocsana Desmukh | Sznehal Reddi    | Orosz Helga     |
| Mánszi Desmukh     | Rutudzsa Szávant | Kardos Eszter   |
| Amruta Desmukh     | Prijanka Dhavale | Hermann Lilla   |
| Krisna             | Sznehal Borkar   | Szabó Luca      |
| Kirti Ráo          |                  | Kereki Anna     |
| Dzsája Ráo         |                  | Rátonyi Hajni   |
| Szani              |                  | Joó Gábor       |
| Fahrad             |                  | Tóth Roland     |
| Mandar             |                  | Illés Dániel    |
| Esa                |                  | Illésy Éva      |

### Magyar változat
- Főcím: Zahorán Adrienne
- Magyar szöveg: Nyakas Attila, Kis Noémi Kinga
- Hangmérnök és vágó: Patkovics Péter
- Gyártásvezető: Farkas Márta
- Szinkronrendező: Joó Gábor
- Produkciós vezető: Komlósi Gergő

A magyar változatot a TV2 Média Csoport megbízásából a Direct Dub Studios készítette.

## Évados áttekintés
| Évad | Évad | Epizód | Eredeti sugárzás  | Eredeti sugárzás   | Eredeti adó | Magyar sugárzás | Magyar sugárzás | Magyar adó |
| Évad | Évad | Epizód | Évadpremier       | Évadfinálé         | Eredeti adó | Évadpremier     | Évadfinálé      | Magyar adó |
| ---- | ---- | ------ | ----------------- | ------------------ | ----------- | --------------- | --------------- | ---------- |
|      | 1    | 246    | 2021. február 15. | 2021. november 27. | Star Plus   | 2025. január 6. | 2025. július 2. |            |